# Nati nel 1943/Luglio
| Questa pagina contiene informazioni ricavate automaticamente dalle voci biografiche con l'ausilio del template Bio e di un bot. L'aggiornamento è periodico e automatico e ricostruisce completamente la pagina. Se manca una persona in questa lista, sei pregato di non aggiungerla, ma accertati piuttosto che la sua voce biografica contenga il template Bio e che i dati anagrafici siano correttamente compilati. Se il template Bio manca, inseriscilo tu stesso o, in alternativa, metti l'avviso {{tmp\|Bio}} che ne segnala la mancanza. Se i dati riportati sono sbagliati, correggi direttamente la voce biografica; le modifiche saranno visibili in questa lista entro pochi giorni. Per chiarimenti vedi il progetto biografie. La lista contiene solo le 229 persone che sono citate nell'enciclopedia e per le quali è stato implementato correttamente il template Bio. Pagina aggiornata al 10 ago 2025. |

- 1º luglio - Johan Bontekoe, nuotatore olandese († 2006)
- 1º luglio - Benvenuto Italo Castellani, arcivescovo cattolico italiano
- 1º luglio - Heidi Gutruf, attrice e soprano austriaca († 2003)
- 1º luglio - Freddie Lewis, ex cestista e allenatore di pallacanestro statunitense
- 1º luglio - Claudio Mantovani, ex calciatore italiano
- 1º luglio - Sergio Masieri, attore e direttore del doppiaggio italiano
- 1º luglio - Jim Washington, ex cestista statunitense
- 2 luglio - Walter Godefroot, dirigente sportivo, ex ciclista su strada e pistard belga
- 2 luglio - Henry Martin Kleemann, aviatore statunitense († 1985)
- 2 luglio - Raffaele Mastrantuono, politico italiano
- 2 luglio - Pierre Michel, magistrato francese († 1981)
- 2 luglio - Sigrid Müller, ex nuotatrice austriaca
- 2 luglio - Svein Bredo Østlien, ex calciatore norvegese
- 2 luglio - Lauri Peters, attrice e cantante statunitense
- 2 luglio - Alfred Sole, regista, scenografo e sceneggiatore statunitense († 2022)
- 3 luglio - Ruth Adolf, ex sciatrice alpina svizzera
- 3 luglio - Vito Bonsignore, politico italiano
- 3 luglio - Salvatore Bugnatelli, regista, attore e autore televisivo italiano († 2018)
- 3 luglio - Judith Durham, cantante australiana († 2022)
- 3 luglio - Kurtwood Smith, attore statunitense
- 3 luglio - Norman Thagard, ex astronauta e medico statunitense
- 3 luglio - Giuseppina Torello, mezzofondista italiana († 2024)
- 4 luglio - Emerson Boozer, ex giocatore di football americano statunitense
- 4 luglio - Milan Máčala, allenatore di calcio e ex calciatore cecoslovacco
- 4 luglio - Roger Maes, pallavolista belga († 2021)
- 4 luglio - Alberto Merlati, cestista e imprenditore italiano († 2024)
- 4 luglio - Simo Parpola, assiriologo finlandese
- 4 luglio - Riccardo Peloso, critico d'arte e giornalista italiano († 2012)
- 4 luglio - Geraldo Rivera, avvocato, giornalista e conduttore televisivo statunitense
- 4 luglio - Orestes Rodríguez, scacchista peruviano († 2024)
- 4 luglio - Ferdinando Scianna, fotografo e fotoreporter italiano
- 4 luglio - Heide Simonis, politica tedesca († 2023)
- 4 luglio - Fred Wesley, trombonista e compositore statunitense
- 4 luglio - Alan Wilson, chitarrista, cantante e armonicista statunitense († 1970)
- 5 luglio - Lucio Allocca, attore, regista teatrale e drammaturgo italiano
- 5 luglio - Stefano Balassone, produttore televisivo, autore televisivo e scrittore italiano
- 5 luglio - Ezio Cartotto, politico, scrittore e giornalista italiano († 2021)
- 5 luglio - Mark Cox, ex tennista britannico
- 5 luglio - Fosco Giansanti, pilota motociclistico italiano
- 5 luglio - István Gáli, pugile ungherese († 2020)
- 5 luglio - Robbie Robertson, cantante, polistrumentista e compositore canadese († 2023)
- 5 luglio - Pierre Villepreux, ex rugbista a 15, allenatore di rugby a 15 e dirigente sportivo francese
- 6 luglio - Rosemary Forsyth, attrice e modella canadese
- 6 luglio - Leonard Matlovich, attivista e militare statunitense († 1988)
- 6 luglio - Joe Watson, ex hockeista su ghiaccio canadese
- 7 luglio - Toto Cutugno, cantautore, compositore e paroliere italiano († 2023)
- 7 luglio - Hans-Jürgen Geschke, ex pistard tedesco
- 7 luglio - Martin Lüttge, attore tedesco († 2017)
- 7 luglio - Michele Mirabella, regista, attore e conduttore televisivo italiano
- 7 luglio - Heloísa Pinheiro, modella brasiliana
- 7 luglio - Rod Taylor, sciatore alpino statunitense († 2014)
- 7 luglio - Inger Thorngren, ex nuotatrice svedese
- 8 luglio - Gianluigi Burrafato, politico italiano
- 8 luglio - Fiorella Farinelli, sindacalista, politica e saggista italiana
- 8 luglio - Guido Marzulli, pittore italiano
- 8 luglio - Ricardo Pavoni, ex calciatore uruguaiano
- 8 luglio - Carmine Preziosi, ex ciclista su strada italiano
- 8 luglio - Ri Chun-hee, giornalista e conduttrice televisiva nordcoreana
- 8 luglio - Gianni Travaglini, criminale italiano
- 8 luglio - Faye Wattleton, attivista statunitense
- 9 luglio - Augusto Bedacarratz, aviatore argentino
- 9 luglio - John Casper, ex astronauta statunitense
- 9 luglio - Theresa Poh Lin Chan, scrittrice e docente singaporiana († 2016)
- 9 luglio - Sergej Diomidov, ginnasta uzbeko († 2024)
- 9 luglio - Manfred Eicher, bassista e produttore discografico tedesco
- 9 luglio - Ulf Lyfors, allenatore di calcio svedese († 2022)
- 9 luglio - Soledad Miranda, attrice spagnola († 1970)
- 9 luglio - David Pugh, allenatore di calcio e ex calciatore irlandese
- 9 luglio - Margareta Pâslaru, cantautrice e attrice rumena
- 9 luglio - Suzanne Rogers, attrice e ballerina statunitense
- 9 luglio - Arcangelo Sannicandro, avvocato e politico italiano
- 9 luglio - Miguel Ángel Tojo, ex calciatore argentino
- 9 luglio - Maurizio Verini, ex pilota automobilistico italiano
- 10 luglio - Samuel Acquah, calciatore ghanese († 2014)
- 10 luglio - Arthur Ashe, tennista statunitense († 1993)
- 10 luglio - Joseph Augustine Di Noia, arcivescovo cattolico statunitense
- 10 luglio - Stanislav Lipovšek, vescovo cattolico sloveno
- 10 luglio - Carlo Oliva, giornalista, conduttore radiofonico e docente italiano († 2012)
- 11 luglio - Michèle Barzach, politica francese
- 11 luglio - Alfonso Berardinelli, critico letterario, saggista e italianista italiano
- 11 luglio - Francesco Bigazzi, giornalista e scrittore italiano
- 11 luglio - Pedro Carrasco, pugile e attore spagnolo († 2001)
- 11 luglio - Oscar D'León, cantante e bassista venezuelano
- 11 luglio - Howard Gardner, psicologo e docente statunitense
- 11 luglio - Clem Haskins, ex cestista e allenatore di pallacanestro statunitense
- 11 luglio - Tom Holland, regista, sceneggiatore e attore statunitense
- 11 luglio - Tom Newman, compositore e musicista inglese
- 11 luglio - Luciano Onder, giornalista, conduttore televisivo e divulgatore scientifico italiano
- 11 luglio - Suzan Pitt, regista e artista statunitense († 2019)
- 11 luglio - Susan Seaforth Hayes, attrice statunitense
- 11 luglio - Rolf Stommelen, pilota automobilistico tedesco († 1983)
- 11 luglio - Karin Ugowski, attrice tedesca
- 12 luglio - Cornelius Johnson, giocatore di football americano statunitense († 2017)
- 12 luglio - Christine McVie, cantautrice e tastierista britannica († 2022)
- 12 luglio - Eridadi Mukwanga, pugile ugandese († 1998)
- 12 luglio - Walter Murch, montatore, tecnico del suono e regista statunitense
- 12 luglio - Stephen Netburn, ex schermidore statunitense
- 12 luglio - Paul Silas, cestista e allenatore di pallacanestro statunitense († 2022)
- 13 luglio - Bill Collins, ex hockeista su ghiaccio canadese
- 13 luglio - Sandy Fitzpatrick, ex hockeista su ghiaccio britannico
- 13 luglio - Jesús Gatell, slittinista spagnolo († 2020)
- 13 luglio - Aleksandr Kul'kov, ex cestista e allenatore di pallacanestro sovietico
- 13 luglio - Danny Lockin, attore, cantante e ballerino statunitense († 1977)
- 13 luglio - Fabrizio Poletti, ex calciatore e allenatore di calcio italiano
- 13 luglio - Andrea Ranieri, politico italiano
- 13 luglio - Juan Carlos Sconfianza, ex calciatore argentino
- 13 luglio - Carlo Tavecchio, dirigente sportivo e politico italiano († 2023)
- 14 luglio - Cirilio Fernandez, ex calciatore uruguaiano
- 14 luglio - Kika Llorens, ex cestista paraguaiana
- 14 luglio - Johnny Mathis, cestista e allenatore di pallacanestro statunitense († 2023)
- 14 luglio - Christopher Priest, scrittore di fantascienza britannico († 2024)
- 14 luglio - Ken Willard, giocatore di football americano statunitense
- 14 luglio - Marilyn Wilson, ex nuotatrice australiana
- 15 luglio - Michael Asher, artista statunitense († 2012)
- 15 luglio - Jocelyn Bell, astrofisica britannica
- 15 luglio - Bill Dinwiddie, cestista statunitense († 2023)
- 15 luglio - Marina Martelli Cristofani, archeologa italiana († 2023)
- 15 luglio - Evan Williams, calciatore scozzese († 2025)
- 15 luglio - Michail Želev, siepista bulgaro († 2021)
- 16 luglio - Reinaldo Arenas, scrittore, poeta e drammaturgo cubano († 1990)
- 16 luglio - Patricia Churchland, filosofa canadese
- 16 luglio - Jimmy Johnson, allenatore di football americano statunitense
- 16 luglio - Lim Zoong-sun, ex calciatore nordcoreano
- 16 luglio - Otto Sesana, calciatore argentino († 2017)
- 16 luglio - Emilio Soana, trombettista italiano († 2025)
- 17 luglio - Shlomo Ben-Ami, diplomatico, politico e storico israeliano
- 17 luglio - Vadim Ivanov, allenatore di calcio e calciatore sovietico († 1996)
- 17 luglio - Alfredo Mantica, politico italiano
- 17 luglio - Valentino Miserachs Grau, presbitero, direttore di coro e compositore spagnolo
- 18 luglio - Rahaman Ali, pugile statunitense († 2025)
- 18 luglio - Giuseppe Bicocchi, politico italiano († 2008)
- 18 luglio - Jerry Chambers, ex cestista statunitense
- 18 luglio - Roberto Giollo, politico italiano († 2016)
- 18 luglio - Helmut Wartusch, calciatore austriaco († 1982)
- 18 luglio - Michael Witzel, indologo tedesco
- 19 luglio - Julio Luis Alas, ex calciatore spagnolo
- 19 luglio - Roy Bridges, ex astronauta statunitense
- 19 luglio - Carla Mazzuca Poggiolini, giornalista e politica italiana
- 19 luglio - Jay Miller, cestista statunitense († 2001)
- 19 luglio - Renato Mola, allenatore di calcio e ex calciatore italiano
- 19 luglio - Rosetta Pizzo, soprano italiano
- 19 luglio - Thomas J. Sargent, economista statunitense
- 19 luglio - Claudio Tobia, calciatore e allenatore di calcio italiano († 2024)
- 20 luglio - Chris Amon, pilota automobilistico neozelandese († 2016)
- 20 luglio - Lino Carletto, ex ciclista su strada italiano
- 20 luglio - Carl Gershman, diplomatico statunitense
- 20 luglio - Bob McNab, ex calciatore britannico
- 20 luglio - Malcolm Pearson, barone Pearson di Rannoch, politico britannico
- 20 luglio - Adrian Păunescu, scrittore, pubblicista e poeta romeno († 2010)
- 20 luglio - Wendy Richard, attrice britannica († 2009)
- 20 luglio - Carmine Schiavone, mafioso e collaboratore di giustizia italiano († 2015)
- 21 luglio - Joe Aquilina, calciatore maltese († 2004)
- 21 luglio - Michael Caton, attore australiano
- 21 luglio - Bill Flett, hockeista su ghiaccio canadese († 1999)
- 21 luglio - Tess Gallagher, poetessa e scrittrice statunitense
- 21 luglio - Edward Herrmann, attore statunitense († 2014)
- 21 luglio - Mario Jannì, fumettista italiano
- 21 luglio - Giuseppe Lo Duca, pallamanista, allenatore di pallamano e dirigente sportivo italiano († 2022)
- 21 luglio - Henry McCullough, musicista britannico († 2016)
- 21 luglio - Grazia Letizia Veronese, paroliera e compositrice italiana
- 22 luglio - Kay Bailey Hutchison, politica statunitense
- 22 luglio - Valerio Bianchini, allenatore di pallacanestro italiano
- 22 luglio - Pete Dexter, scrittore, giornalista e sceneggiatore statunitense
- 22 luglio - Masaru Emoto, saggista e pseudoscienziato giapponese († 2014)
- 22 luglio - Jesús Juárez Párraga, arcivescovo cattolico spagnolo
- 22 luglio - Bobby Sherman, cantante e attore statunitense († 2025)
- 22 luglio - Barka Sy, ex velocista senegalese
- 23 luglio - Paolo Costa, ex politico e economista italiano
- 23 luglio - William Meyers, pugile sudafricano († 2014)
- 23 luglio - Brizio Montinaro, attore e scrittore italiano
- 23 luglio - Zvonimir Vujin, pugile serbo († 2019)
- 23 luglio - Tony Joe White, cantautore e chitarrista statunitense († 2018)
- 23 luglio - Domenico Zinzi, medico e politico italiano
- 24 luglio - Ljudmila Bragina, ex mezzofondista sovietica
- 24 luglio - John Bryson, politico e dirigente d'azienda statunitense († 2025)
- 24 luglio - François Eid, vescovo cattolico libanese
- 24 luglio - Malcolm K. Hughes, climatologo britannico
- 24 luglio - Gordon Creighton Strachan, avvocato e politico statunitense
- 24 luglio - Jacques Yameogo, allenatore di calcio burkinabé († 2010)
- 25 luglio - Enzo Di Domenico, cantautore, paroliere e arrangiatore italiano
- 25 luglio - Marcello Ferrada de Noli, epidemiologo, psichiatra e attivista svedese
- 25 luglio - David Garfield, attore e montatore statunitense († 1994)
- 25 luglio - Hans-Peter Kaul, giudice tedesco († 2014)
- 25 luglio - Janet Margolin, attrice statunitense († 1993)
- 25 luglio - Jim McCarty, batterista britannico
- 25 luglio - Marco Rossati, pittore italiano
- 25 luglio - Erika Steinbach, politica tedesca
- 26 luglio - Peter Hyams, regista, sceneggiatore e direttore della fotografia statunitense
- 26 luglio - Mick Jagger, cantautore, musicista e attore britannico
- 26 luglio - Heinz Schenker, bobbista svizzero
- 26 luglio - Tonono, calciatore spagnolo († 1975)
- 26 luglio - Andrea True, attrice pornografica e cantante statunitense († 2011)
- 27 luglio - Theodore Boronovskis, ex judoka australiano
- 27 luglio - Trond Børresen, ex calciatore norvegese
- 27 luglio - Luigi Cogodi, politico italiano († 2015)
- 27 luglio - Giorgio Galvagno, politico italiano
- 27 luglio - Max Jean, ex pilota automobilistico francese
- 27 luglio - Günter Kaltenbrunner, allenatore di calcio e ex calciatore austriaco
- 27 luglio - Miguel Montalvo, ex cestista cubano
- 27 luglio - Umberto Silva, scrittore, regista e psicoanalista italiano
- 27 luglio - Rolf Steinhausen, pilota motociclistico tedesco
- 27 luglio - Remo Ugolinelli, tecnico del suono italiano
- 28 luglio - Gianfranco Baldazzi, pubblicista, paroliere e storico italiano († 2013)
- 28 luglio - Mike Bloomfield, chitarrista statunitense († 1981)
- 28 luglio - Bill Bradley, ex cestista e politico statunitense
- 28 luglio - Ebrahim Javadi, ex lottatore iraniano
- 28 luglio - Giovanni Knapp, ciclista su strada italiano († 2021)
- 28 luglio - Guia Lauri Filzi, attrice pornografica e attrice argentina († 2016)
- 28 luglio - Judy Martz, politica e pattinatrice di velocità su ghiaccio statunitense († 2017)
- 28 luglio - Georg Sava, pianista rumeno († 2024)
- 28 luglio - Richard Wright, cantautore, tastierista e polistrumentista britannico († 2008)
- 29 luglio - Massimo Carboni, giornalista e conduttore radiofonico italiano
- 29 luglio - Peter Del Monte, regista e sceneggiatore italiano († 2021)
- 29 luglio - Charles Hallahan, attore statunitense († 1997)
- 29 luglio - Michael Holm, cantante, compositore e paroliere tedesco
- 29 luglio - Riccardo Innocenti, ex calciatore italiano
- 29 luglio - Al Jackson, ex cestista statunitense
- 29 luglio - Ingrid Krämer, ex tuffatrice tedesca orientale
- 29 luglio - Martha Rosler, artista, fotografa e critica d'arte statunitense
- 29 luglio - David Taylor, giocatore di snooker inglese
- 29 luglio - Antoni Torres, calciatore spagnolo († 2003)
- 30 luglio - Jean-Pierre Egger, pesista, discobolo e allenatore di atletica leggera svizzero († 2025)
- 30 luglio - Giovanni Goria, politico italiano († 1994)
- 30 luglio - Muriel Marland-Militello, politica francese († 2021)
- 30 luglio - Magne Myrmo, ex fondista norvegese
- 30 luglio - Richard Shoup, informatico e imprenditore statunitense († 2015)
- 30 luglio - Giuseppe Versaldi, cardinale e arcivescovo cattolico italiano
- 31 luglio - William Bennett, politico e opinionista statunitense
- 31 luglio - Lobo, cantautore e compositore statunitense